# حليزنيات محيطية
الحليزنيات المحيطية (بالإنجليزية: Oceanospirillaceae)‏ هي عائلة بكتيريا، تعيش معظم أجناس هذه العائلة في بيئات ذات تراكيز عالية الملوحة، هي أليفة الملح أو متعايشة مع الملوحة وهي جميعاً بحرية باستثناء جنس "Balneatrix" الذي يتوجد في المياه العذبة.